# 向洋電機
向洋電機株式会社（こうようでんき）は、大阪府吹田市に本社を置く、横河電機の総合代理店。

## 概要
横河電機の総合代理店として、工業計器、電子計測器、分析機器等の販売及び、計測・制御・情報システムのエンジニアリングならびにメンテナンスを行っている。

## 沿革
- 1930年　大阪市北区宗是町に向洋電機商会を創立。株式会社横河電機製作所の販売代理店として営業開始。
- 1957年　資本金300万にて向洋電機株式会社と改称。
- 1960年　株式会社横河電機製作所のアフターサービス指定店となる。
- 1985年　横河電機株式会社と合弁でワイケイシステムエンジニアリング株式会社を設立。
- 1986年　福井県小浜市に若狭事業所を開設。
- 1987年　安達電機株式会社と合併。
- 1988年　株式会社ナンバ設計事務所と業務提携。
- 1989年　横河電機株式会社の総合代理店となる。
- 1990年　吹田市江の木町に本社を移転。
- 1993年　東京都武蔵野市に東京支店を開設。
- 2013年　滋賀県草津市に京滋支店を開設。
- 2020年　兵庫県明石市に神戸事業所を開設。